# Nohutlu, Pütürge
Nohutlu là một thị trấn thuộc huyện Pütürge, tỉnh Malatya, Thổ Nhĩ Kỳ. Dân số thời điểm năm 2011 là 1.158 người.